# Tin El Koum
Tin El Koum (também escrito Tin Alkoum) é uma vila na comuna de Djanet, no distrito de Djanet, província de Illizi, Argélia. Está localizada no mesmo vale como Gate na Líbia, profundamente dentro do sul-ocidental da cordilheira do Tassili n'Ajjer, a leste de Djanet. É o local de atravessar a fronteira para a Líbia.